# وضعیت شهرستان در بریتانیا

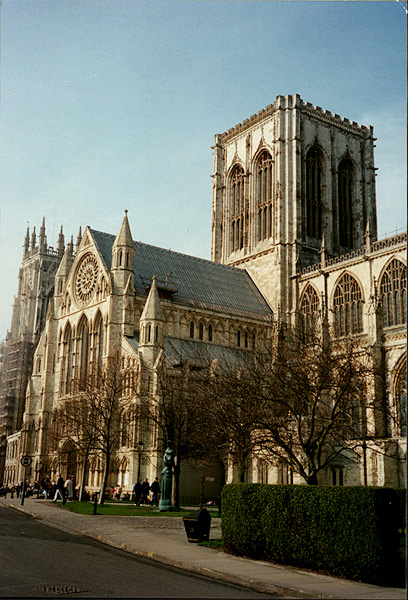
تا قرن ۱۹، وضعیت شهرستان در انگلستان و ولز با حضور یک کلیسای جامع، مانند یورک مینستر همراه بود.

وضعیت شهرستان در بریتانیا (به انگلیسی: City status) توسط پادشاه بریتانیا به یک گروه انتخابی از جامعه اعطا می‌شود. در سال ۲۰۱۴ تعداد ۶۹ شهرستان در بریتانیا – ۵۱ در انگلستان، شش در ولز، هفت در اسکاتلند و پنج در ایرلند شمالی را شامل بوده است. برگزاری وضعیت شهرستان حقوق ویژه‌ای برای یک شهر به همراه ندارد. با این حال این وضعیت اعتبار خود را دارد و رقابت را افزایش می‌دهد.
وضعیت به طور خودکار برای هر معیار خاص صدق نمی‌کند اگر چه در انگلستان و ولز آن را به طور سنتی با توجه به شهر و وابسته به قلمرو اسقف کلیساهای داده می‌شود. نامیدن هر کلیسای جامع برای یک شهرستان در اوایل 1540s آغاز شد زمانی که شاه هنری هشتم دایره اسقفی (هر یک با داشتن یک کلیسای جامع در دیدن شهر) در شش شهر انگلیسی زبان تأسیس شد و وضعیت شهرستان با صدور فرمان علنی اعطا شد.

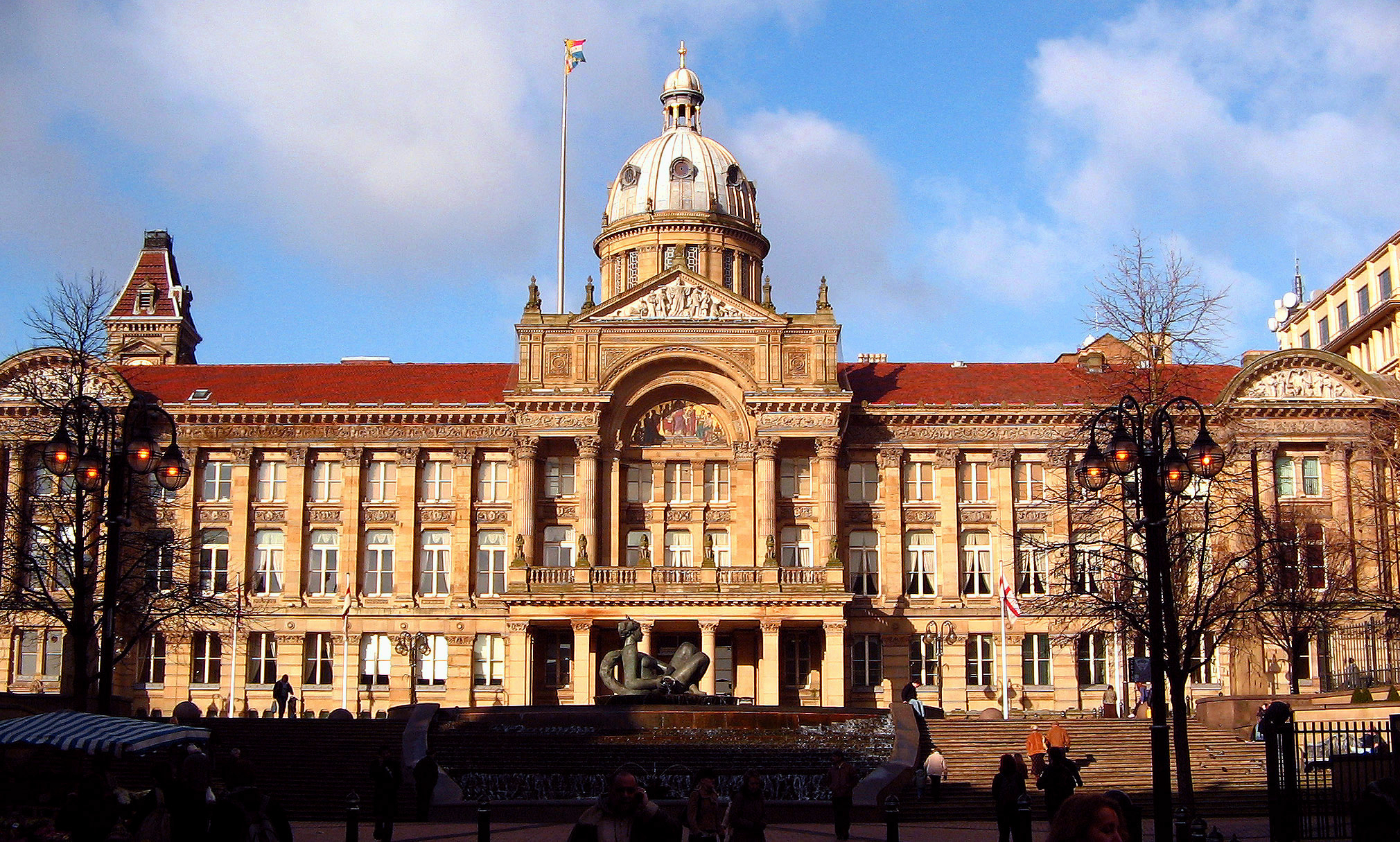
بیرمنگام اولین شهر انگلیسی زبان بدون یک کلیسا که وضعیت شهرستان به آن اعطا شد.